# Leperina lacera
Leperina lacera is een keversoort uit de familie schorsknaagkevers (Trogossitidae). De wetenschappelijke naam van de soort werd in 1860 gepubliceerd door Francis Polkinghorne Pascoe. De soort werd aangetroffen in Melbourne (Australië).